# Dôme de Cian
Il Dôme de Cian (o Dôme du Tsan) è una montagna delle Alpi Pennine situato sul crinale che divide la Valpelline dalla Valtournenche.
È alto 3351 m s.l.m. ed è ricoperto da un ghiacciaio.

## Toponimo
In francese, il termine dôme significa "cupola", mentre la specificazione Tsan, con ortografia italianizzata Cian, secondo la pronuncia locale (a Valtournenche) del patois valdostano, che lo accomuna ad altri toponimi della regione, deriva dalla voce tsan o tzan, indicante un campo (cf. Champ, in francese).